# Astral Bout
Astral Bout ou  Sougou Kakutougi: Astral Bout  (アストラル バウト 総合格闘技) est une série de jeux de combat mixte développé par A-Wave, Inc et édité par King Records pour la Super Nintendo, uniquement au Japon. Elle est basée sur le championnat japonais de combat mixte Fighting Network RINGS de la première moitié des années 1990.
Les combats se déroulent un contre un sur un ring en vue latérale. Les combattants utilisent des éléments de Muay Thai, Lutte, Karate, Judo, Boxe, Kung Fu et autres arts martiaux.

## Série
1. Sougou Kakutougi Astral Bout (26 juin 1992)[1],[2].
2. Sougou Kakutougi: Astral Bout 2 - The Total Fighters (25 février 1994). Il y a 9 personnages jouables: Kajiwara, Takuma, Maeda, Asuka (japonais); Goldman, Bryce (hollandais), Hawk (austalien), Warren (russe) et Louis (américain).
3. Sougou Kakutougi Rings: Astral Bout 3 (20 octobre 1995)[3]. Il y a 15 personnages jouables.